# Hålhättemossa
Hålhättemossa (Orthotrichum sordidum) är en bladmossart som beskrevs av Sullivant och Lesquereux in Austin 1870. Hålhättemossa ingår i släktet hättemossor, och familjen Orthotrichaceae. Arten har ej påträffats i Sverige. Inga underarter finns listade i Catalogue of Life.